# Lago di Barrea
Il lago di Barrea è un lago artificiale situato in provincia dell'Aquila, nella zona dell'Alto Sangro; ricavato nel 1951 dallo sbarramento del fiume Sangro presso la forra di Barrea, tra i Monti Marsicani (a sud del Monte Marsicano, a ovest del massiccio del Monte Greco e ad est dei Monti della Meta), su di esso si affacciano anche i comuni di Civitella Alfedena e Villetta Barrea.
La zona umida del lago, individuata e inserita dal 1976 nella lista delle aree previste dalla convenzione di Ramsar, interessa il territorio del lago di Barrea, situato all'interno del parco nazionale d'Abruzzo, Lazio e Molise, nella comunità montana Alto Sangro e altopiano delle Cinquemiglia. Ne ha la gestione e la competenza l'Ente autonomo Parco nazionale d'Abruzzo, Lazio e Molise, con sede a Pescasseroli (AQ).

## Storia
La prima proposta per la realizzazione di un lago in questo territorio risale al 1922, quando la Società per il carburo di calcio, poi fusa nella società Terni, propose al Ministero dei lavori pubblici di creare due invasi artificiali per lo sfruttamento dell'energia idroelettrica nelle piane di Opi e di Barrea.
La proposta fu avversata da numerosi enti, fra i quali i Comuni interessati e l'ente Parco, nonché dal Ministero della pubblica istruzione, cui all'epoca competevano le aree protette, in quanto la sua realizzazione, senza adeguate garanzie, avrebbe potuto comportare la deturpazione del paesaggio e il pericolo di endemia malarica, oltre a creare danni nell'economia locale, in quel periodo ancora caratterizzata dall'agricoltura e dalla pastorizia transumante.
Sulla scorta di numerosi pareri tecnico-ingegneristici e sanitari ed a seguito dell'attività di opposizione svolta e coordinata dal presidente del Parco, il deputato Erminio Sipari, che raggruppò in difesa dell'integrità dell'area uomini politici ed intellettuali, i progetti furono sospesi dal regime fascista.
Del tutto accantonato quello per l'invaso di Opi, il progetto per la realizzazione del lago di Barrea riprese quota nell'immediato dopoguerra, per essere in seguito realizzato, su progetto dell'ingegnere Carlo Drioli (poi professore di impianti speciali idraulici della facoltà d'Ingegneria dell'Università – ora Politecnico – di Bari), attraverso lo sbarramento del fiume Sangro con una diga nella foce di Barrea, i cui lavori interessarono il periodo dal 1949 al 1951.

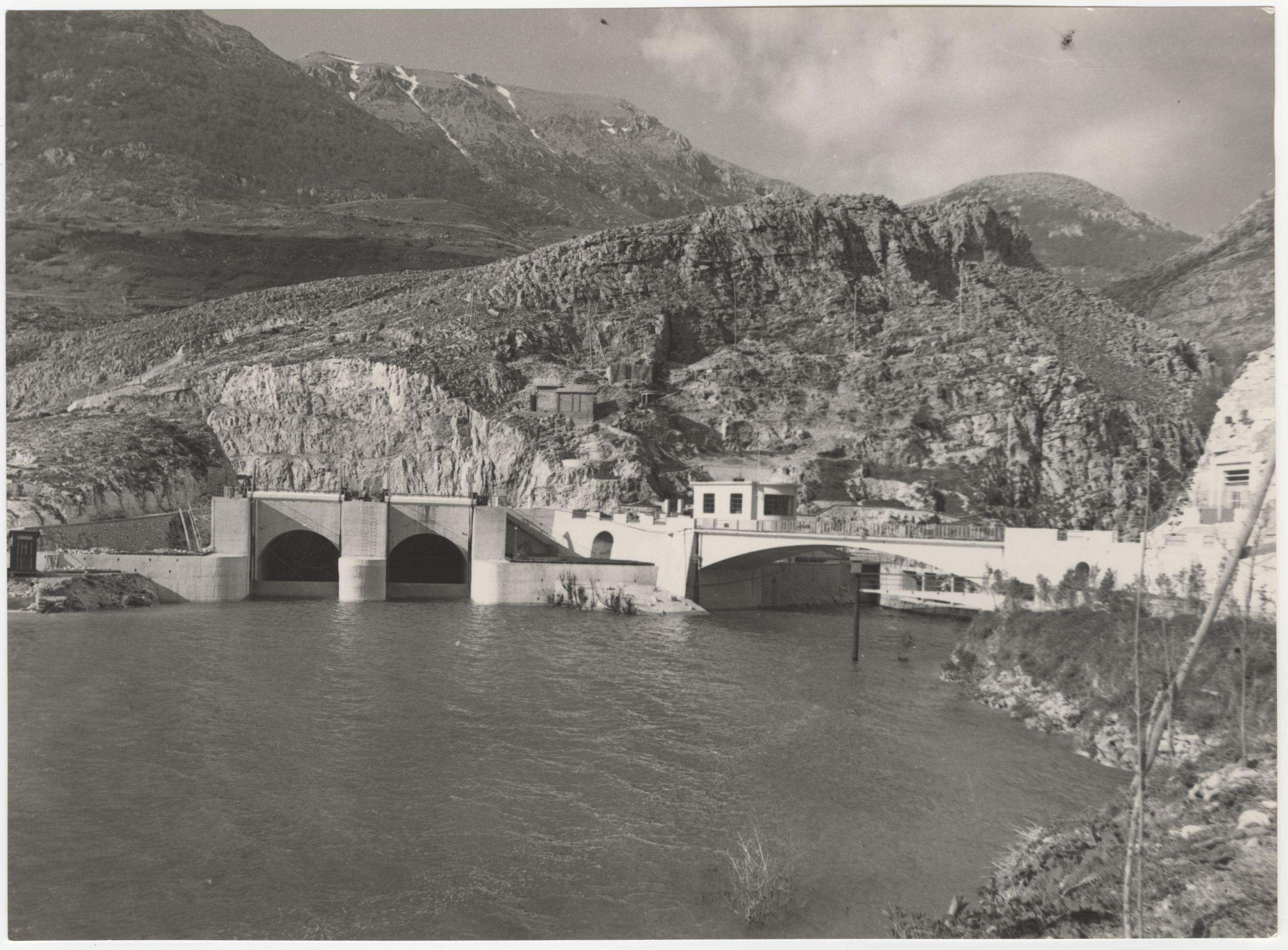
La diga sul lago di Barrea, 1954 (Archivio storico del Touring Club Italiano)
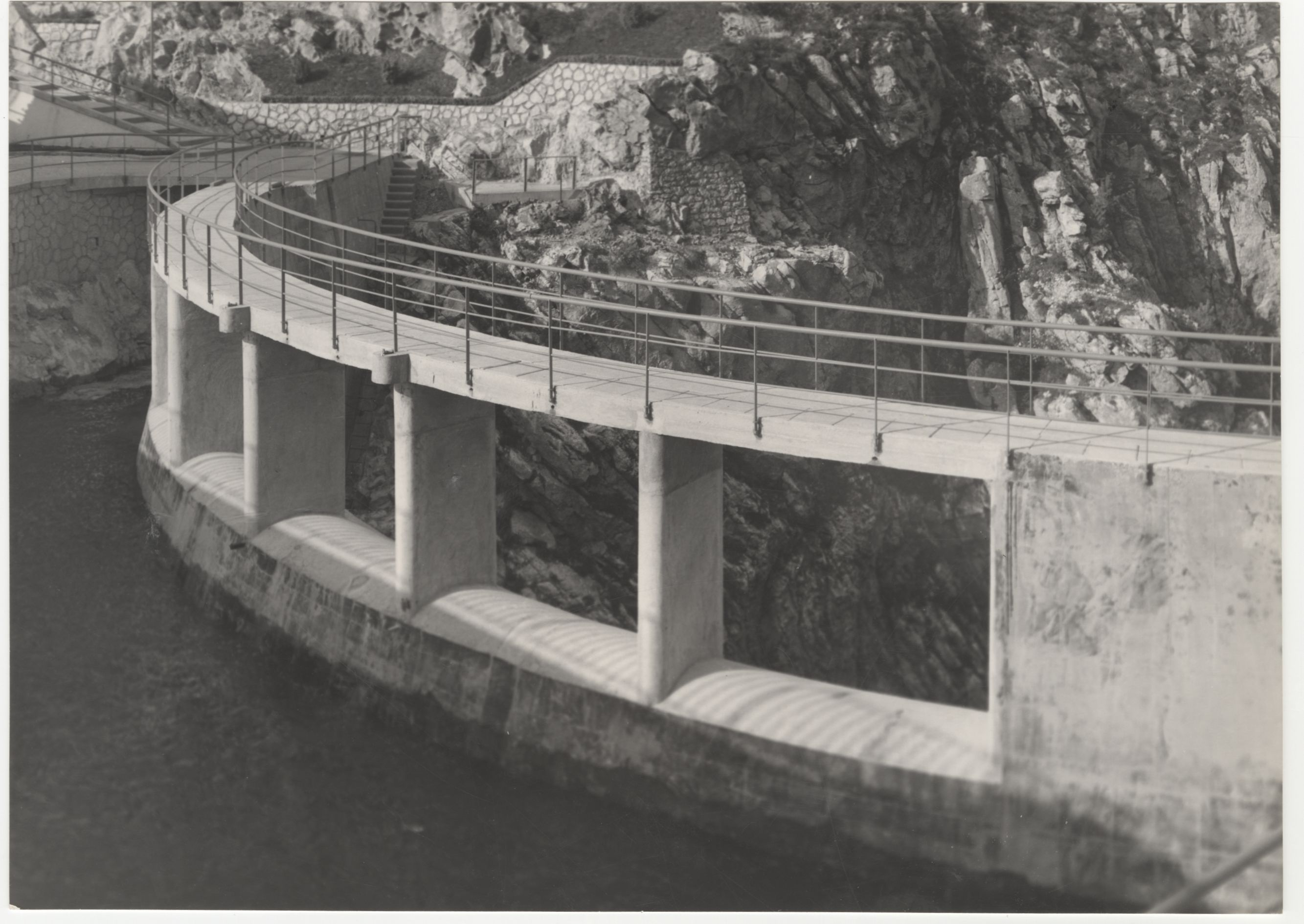
La struttura della diga sul lago di Barrea nel 1954 (Archivio storico del Touring Club Italiano)

## Dati sullo sbarramento
- Tipologia: diga a volta a doppia curvatura
- Anno inizio lavori: 1949
- Anno di fine lavori: 1951
- Quota del coronamento: 976 m s.l.m
- Quota massimo invaso: 973 m s.l.m
- Altezza dalle fondazioni: 62, 75 m
- Altezza dal piano alveo: 33, 60 m
- Sviluppo del coronamento: 38,50 m
- Spessore al coronamento: 1,91 m
- Spessore alla base: 4,75 m
- Volume di calcestruzzo: 4 500 m³

## Ambiente

### Fauna
Nel lago sono presenti trote fario, lucci, cavedani, carpe e pesci persici.

## Accessi
Per raggiungere i Comuni che costeggiano il lago esistono tre possibilità: da Castel di Sangro, da Pescasseroli o, se provenienti dal Lazio, dal valico di Forca d'Acero attraverso l'ex statale 509. La distanza dai predetti accessi varia dai 15 ai 20 km circa.